# Prònous
Prònous (en grec antic: Πρόνοος) va ser un fill de Fegeu, que al seu torn era fill del déu-riu Ínac i de la nimfa Mèlia.
Segons Pausànias, els noms dels tres fills de Fegeu eren Alfesibea, Arsínoe i Tèmen, però Apol·lodor diu que noms dels fills (sempre tres) eren Arsinoe, Prònous i Agènor. Se'ls coneixia amb noms diferents, però les vides dels tres fills eren similars i el mite i la mort dels dos germans és molt semblant en les versions transmeses.
Fegeu va ordenar als seus dos fills (Prònous i Agènor) que posessin un parany al seu cunyat Alcmeó per matar-lo, perquè havia abandonat a la seva filla Alfesibea o Arsínoe, i es va casar amb una altra dona, que li va exigir el collar de Erifile (que tenia Fegeu) si volia seguir amb ella. Alcmeó, que volia que Fegeu li donés el collar voluntàriament, va dir que el necessitava per donar-lo a l'Oracle de Delfos i poder lliurar-se així de les erínnies que el perseguien. Però Fegeu va descobrir l'engany i va manar als seus fills que el matessin quan sortís de casa. Alfesibea, que no en sabia res, va veure com els seus germans van matar al seu marit, i els va maleir, dient que moririen abans de la propera lluna nova. Fegeu va aconsellar als seus fills que anessin a Delfos per a purificar-se de l'assassinat, però els nois van creure que primer havien de demanar a la seva germana que els lliurés de la maledicció. Es van desviar del seu camí i els fills d'Alcmeó i de la seva segona esposa els van atacar i els van matar. Cal·lírroe, la nova esposa d'Alcmeó, va demanar venjança i va enviar els seus dos fills, Acarnà i Amfòter, perquè prenguessin venjança i els van esperar de camí a Delfos. Quan van trobar Prònous i Agènor els van assassinar.